# Little Kids Rock

Little Kids Rock est une organisation à but non lucratif (501c) basée à Verona, dans le New Jersey, qui prodigue un enseignement musical gratuit dans des écoles publiques sous-desservies partout aux États-Unis et leur procure des instruments de musique.

## Historique
Little Kids Rock est créé en 2002 par David Wish, un maître d'école américain. L'idée lui vient lorsque, face à un manque de budget consacré à la musique dans l'école où il travaille, il décide d'abord d'organiser une classe de musique extra-scolaire pour les élèves, puis décide de transformer cette initiative en organisation à but non lucratif pour développer les cours de musique gratuits au sein des écoles du pays.
En 2014, Little Kids Rock s'associe avec le ministère de l'éducation de la ville de New York et le Berklee College of Music pour créer le programme Amp Up doté d'un budget de 4,5 millions de dollars et touchant 600 écoles.
En 2017, un demi-million d'élèves de 2.300 écoles dans 25 états américains ont bénéficié de ce programme de musique gratuit.
En 2021, la chaîne de restaurants américaine Wild Wing Cafe (40 points de vente) met en place un système de donation au bénéfice de Little Kids Rock.